# Schweizer Parlamentswahlen 1896
Die Schweizer Parlamentswahlen 1896 fanden am 25. Oktober 1896 statt. Zur Wahl standen 147 Sitze des Nationalrates. Die Wahlen wurden nach dem Majorzwahlrecht vorgenommen, wobei das Land in 52 unterschiedlich grosse Nationalratswahlkreise unterteilt war. Eindeutige Wahlsiegerin war die Freisinnig-Demokratische Partei, die 1894 aus dem Zusammenschluss der Freisinnigen (bzw. Radikal-Liberalen) mit ihnen nahe stehenden Gruppierungen entstanden war. Das neu gewählte Parlament trat in der 17. Legislaturperiode erstmals am 7. Dezember 1896 zusammen.

## Wahlkampf
Kampagnen für eine Referendumsabstimmung, die am 4. Oktober (also nur drei Wochen vor den Wahlen) stattfand, überlagerten zu einem grossen Teil den Wahlkampf. Alle drei Vorlagen waren heftig umstritten. Das Bundesgesetz über die Armee-Disziplinarstrafordnung fiel klar durch, abgelehnt wurde auch ein revidiertes Viehhandelsgesetz. Auf Zustimmung stiess einzig das Bundesgesetz über das Rechnungswesen der Eisenbahnen. Die Freisinnigen betrachteten die zunehmende Zahl an Referenden und Volksinitiativen, die sowohl von der rechten als auch der linken Opposition eingereicht wurden, als Hindernis für die gedeihliche Entwicklung des Bundesstaates. Um der wachsenden Konkurrenz der Sozialdemokraten und auch neuer wirtschaftlicher Interessenverbände von Bauern und Gewerbetreibenden begegnen zu können, hielten sie eine gesamtschweizerische Parteiorganisation für unabdingbar. 1894 hatten sie deshalb die Freisinnig-Demokratische Partei (FDP) gegründet. Die FDP verstand sich als Volkspartei der Mitte, die neben den bisherigen Freisinnigen bzw. Radikal-Demokraten auch den rechten Flügel der Demokratischen Bewegung und den linken Flügel der gemässigten Liberalen umfasste. Sie stellte somit in gewisser Weise einen Hegemonialanspruch.
Die ebenfalls 1894 erfolgte Parteigründung der Katholisch-Konservativen unter dem Namen «Katholische Volkspartei» scheiterte hingegen nach kurzer Zeit an der inneren Uneinigkeit und am Zwiespalt, eine Doppelrolle als Opposition und Regierungspartei einnehmen zu wollen. Die nicht zur FDP übergetretenen Demokraten verstanden sich nun als «äusserste Linke». Sie spielten aber fast nur noch in jenen Kantonen eine Rolle, wo keine Sozialdemokratische Partei existierte und die alte Allianz mit dem Grütliverein noch Bestand hatte. Aussichtsreich waren die Kandidaturen von Sozialdemokraten nur in wenigen Fällen; sie wurden vor allem dazu genutzt, um in Hinblick auf spätere Wahlen mittels Agitation das Klassenbewusstsein zu verstärken.
Während der 16. Legislaturperiode hatte es aufgrund von Vakanzen 16 Ersatzwahlen in 14 Wahlkreisen gegeben, dabei konnte die FDP sieben Sitzgewinne verbuchen. 1896 gab es insgesamt 61 Wahlgänge (zwei weniger als drei Jahre zuvor). In 46 von 52 Wahlkreisen waren die Wahlen bereits nach dem ersten Wahlgang entschieden. Mit Adrien Lachenal trat nur noch ein amtierender Bundesrat zu einer Komplimentswahl an; d. h., er stellte sich als Nationalrat zur Wahl, um sich von den Wählern seine Legitimation als Mitglieder der Landesregierung bestätigen zu lassen. Damit fand dieser in der zweiten Hälfte des 19. Jahrhunderts übliche Brauch ein Ende. Mit der letzten Ergänzungswahl am 28. Februar 1897 war der Nationalrat komplett.
Die Wahlbeteiligung sank im Vergleich zu 1893 um 2,5 Prozentpunkte. Den höchsten Wert wies der Kanton Nidwalden auf, wo 90,3 % ihre Stimme abgaben. Über 80 % Beteiligung verzeichneten auch die Kantone Aargau und Schaffhausen (ausnahmsweise nicht der Spitzenreiter) auf. Die tiefste Wahlbeteiligung gab es im Kanton Obwalden, wo nur gerade 21,4 % an den Wahlen teilnahmen. Klare Wahlsieger war die FDP, wobei ihre zwölf Sitzgewinne hauptsächlich auf Übertritte verschiedener Nationalräte der demokratischen Fraktion (insbesondere im Kanton Zürich) und der liberalen Mitte zurückzuführen sind.

## Ergebnis der Nationalratswahlen

### Gesamtergebnis
Von 713'367 volljährigen männlichen Wahlberechtigten nahmen 398'625 an den Wahlen teil, was einer Wahlbeteiligung von 55,9 % entspricht.
Die 147 Sitze im Nationalrat verteilten sich wie folgt:
- SP: 1
- DL: 7
- FDP: 86
- LM: 23
- KK: 30

| \| Partei \| Sitze 1893 \| vor Auf- lösung \| Sitze 1896 \| +/− \| Wähler- anteil \| +/− \| \| ------- \| ---------- \| --------------- \| ---------- \| --- \| -------------- \| ------ \| \| FDP \| 74 \| 81 \| 86 \| +12 \| 48,7 % \| +6,9 % \| \| KK \| 29 \| 29 \| 30 \| +01 \| 23,0 % \| +3,0 % \| \| LM \| 27 \| 27 \| 23 \| −04 \| 14,5 % \| −2,3 % \| \| DL \| 16 \| 9 \| 7 \| −09 \| 05,4 % \| −4,9 % \| \| SP \| 1 \| 1 \| 1 \| ±0 \| 06,8 % \| +0,9 % \| \| Diverse \| – \| – \| – \| – \| 01,6 % \| +0,4 % \| \| ER \| − \| − \| − \| − \| − \| −4,0 % \| | - FDP = Freisinnig-Demokratische Partei - LM = Liberale Mitte (Liberale, Liberaldemokraten) - KK = Katholisch-Konservative - DL = Demokratische Linke (sozialpolitische Gruppe, Demokratische Partei) - SP = Sozialdemokratische Partei - ER = Evangelische Rechte (evangelische/reformierte Konservative) |                 |            |     |                |        |
| Partei | Sitze 1893 | vor Auf- lösung | Sitze 1896 | +/− | Wähler- anteil | +/−    |
| FDP | 74 | 81              | 86         | +12 | 48,7 %         | +6,9 % |
| KK | 29 | 29              | 30         | +01 | 23,0 %         | +3,0 % |
| LM | 27 | 27              | 23         | −04 | 14,5 %         | −2,3 % |
| DL | 16 | 9               | 7          | −09 | 05,4 %         | −4,9 % |
| SP | 1 | 1               | 1          | ±0  | 06,8 %         | +0,9 % |
| Diverse | – | –               | –          | –   | 01,6 %         | +0,4 % |
| ER | − | −               | −          | −   | −              | −4,0 % |

Hinweis: Eine Zuordnung von Kandidaten zu Parteien und politischen Gruppierungen ist nur bedingt möglich (mit Ausnahme der Freisinnigen und Sozialdemokraten). Der politischen Wirklichkeit des späten 19. Jahrhunderts entsprechend kann man eher von Parteiströmungen oder -richtungen sprechen, deren Grenzen teilweise fliessend sind. Die verwendeten Parteibezeichnungen sind daher eine ideologische Einschätzung.

### Ergebnisse in den Kantonen
Die nachfolgende Tabelle zeigt die Verteilung der errungenen Sitze auf die Kantone.
| Kanton                 | Sitze total | Wahl- kreise | Betei- ligung | FDP | FDP | KK | KK | LM | LM | DL | DL | SP | SP |
| ---------------------- | ----------- | ------------ | ------------- | --- | --- | -- | -- | -- | -- | -- | -- | -- | -- |
| Aargau                 | 10          | 4            | 82,2 %        | 7   | +1  | 1  | −1 | 2  |    |    |    |    |    |
| Appenzell Ausserrhoden | 3           | 1            | 66,3 %        | 3   | +3  |    |    | −  | −3 |    |    |    |    |
| Appenzell Innerrhoden  | 1           | 1            | 79,9 %        |     |     |    |    | 1  |    |    |    |    |    |
| Basel-Landschaft       | 3           | 1            | 33,7 %        | 2   |     |    |    |    |    | 1  |    |    |    |
| Basel-Stadt            | 4           | 1            | 56,3 %        | 2   | +2  |    |    | 1  | −1 | −  | −2 | 1  | +1 |
| Bern                   | 27          | 7            | 46,5 %        | 25  | −1  | 2  | +1 |    |    |    |    |    |    |
| Freiburg               | 6           | 3            | 54,8 %        | 1   |     | 5  | +1 | −  | −1 |    |    |    |    |
| Genf                   | 5           | 1            | 54,1 %        | 3   | +1  |    |    | 2  | −1 |    |    |    |    |
| Glarus                 | 2           | 1            | 56,2 %        | 1   | −1  |    |    |    |    | 1  | +1 |    |    |
| Graubünden             | 5           | 3            | 59,9 %        | −   | −1  | 1  |    | 3  | +1 | 1  |    |    |    |
| Luzern                 | 7           | 3            | 48,9 %        | 2   |     | 5  |    |    |    |    |    |    |    |
| Neuenburg              | 5           | 1            | 51,4 %        | 4   | −1  |    |    | 1  | +1 |    |    |    |    |
| Nidwalden              | 1           | 1            | 90,3 %        |     |     | 1  |    |    |    |    |    |    |    |
| Obwalden               | 1           | 1            | 21,4 %        |     |     | 1  |    |    |    |    |    |    |    |
| Schaffhausen           | 2           | 1            | 89,3 %        | 2   |     |    |    |    |    |    |    |    |    |
| Schwyz                 | 3           | 1            | 26,0 %        |     |     | 3  |    |    |    |    |    |    |    |
| Solothurn              | 4           | 1            | 39,4 %        | 3   |     | 1  | +1 | −  | −1 |    |    |    |    |
| St. Gallen             | 11          | 5            | 75,9 %        | 3   |     | 5  |    | 1  |    | 2  |    |    |    |
| Tessin                 | 6           | 2            | 51,4 %        | 6   |     |    |    |    |    |    |    |    |    |
| Thurgau                | 5           | 1            | 68,7 %        | 2   | −1  |    |    | 3  | +2 | −  | −1 |    |    |
| Uri                    | 1           | 1            | 50,5 %        |     |     | 1  |    |    |    |    |    |    |    |
| Waadt                  | 12          | 3            | 37,6 %        | 9   |     |    |    | 3  |    |    |    |    |    |
| Wallis                 | 5           | 3            | 44,5 %        | 1   |     | 4  |    |    |    |    |    |    |    |
| Zug                    | 1           | 1            | 55,1 %        | 1   | +1  | −  | −1 |    |    |    |    |    |    |
| Zürich                 | 17          | 4            | 66,9 %        | 9   | +9  |    |    | 6  | −1 | 2  | −7 | −  | −1 |
| Schweiz                | 147         | 52           | 55,9 %        | 86  | +12 | 30 | +1 | 23 | −4 | 7  | −9 | 1  | ±0 |

## Ständerat
Die Wahlberechtigten konnten die Mitglieder des Ständerates in 15 Kantonen selbst bestimmen: In den Kantonen Basel-Landschaft, Basel-Stadt, Genf, Graubünden, Solothurn, Tessin, Thurgau, Zug und Zürich an der Wahlurne, in den Kantonen Appenzell Ausserrhoden, Appenzell Innerrhoden, Glarus, Nidwalden, Obwalden und Uri an der Landsgemeinde. In allen anderen Kantonen erfolgte die Wahl indirekt durch die jeweiligen Kantonsparlamente.